# Fanny Opfer

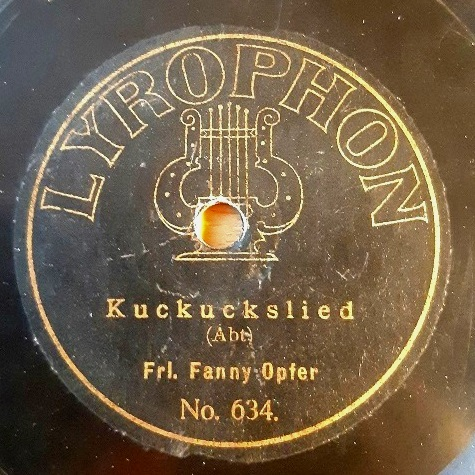
Schallplatte von Fanny Opfer (Berlin 1905)

Fanny Opfer (* 24. September 1870 in Berlin; † 28. März 1944 im Ghetto Theresienstadt) war eine deutsche Konzertsängerin (Sopran) und Gesangslehrerin.

## Leben
Sie war Schülerin von Elka Gerster, Selma Nicklass-Kempner, und Raimund von Zur Mühlen. Erste Auftritte lassen sich ab 1892 nachweisen.  Ihr Fach war der Lied- und Oratoriengesang.
Neben ihrer Konzerttätigkeit unterrichtete sie am Breslauer Konservatorium das Fach Gesang und hatte in Berlin auch Privatschüler.
Die „Machtergreifung“ der Nazis (zu diesem Zeitpunkt war sie Anfang 60) schränkte ihre berufliche Tätigkeit mehr und mehr ein. Trotzdem blieb sie in Berlin wohnen. Am 17. August 1942 wurde sie von dort mit dem sogenannten  „1. großen Alterstransport“ in das Ghetto Theresienstadt deportiert, wo sie im 1944 ermordet wurde. Die näheren Umstände ihres Todes sind nicht bekannt.
Sie hinterließ Schallplatten für Lyrophon (Berlin 1905), Homocord (Duette mit Hedwig Zimmer, Berlin 1808) und Anker (Berlin 1910).